# STP (Brindisi)
La Società Trasporti Pubblici Brindisi spa è azienda territoriale di mobilità a capitale pubblico che realizza l'attività di trasporto nella città di Brindisi e provincia. Presenta 310 dipendenti e circa 200 autobus, assicurando la mobilità a oltre 20.000 passeggeri al giorno.

## Proprietà
Gli azionisti della STP Brindisi sono: Comune di Brindisi e Provincia di Brindisi. Fa parte del consorzio pugliese Cotrap.

## Servizi offerti
- Servizio di trasporto pubblico urbano nel comune di Brindisi
- Servizio di trasporto via mare nelle acque portuali interne del porto di Brindisi
- Servizio di trasporto alunni dalle zone rurali del comune di Brindisi
- Servizio di trasporto pubblico urbano nei Comuni di Ostuni, Francavilla Fontana, Carovigno, Latiano, Mesagne e San Vito dei Normanni
- Servizi di TPL intercomunali della provincia di Brindisi: 31 autolinee gestite su concessione provinciale
- Servizi di TPL interprovinciali: 7 autolinee gestite su concessione regionale

## Parco automezzi
Nel 2020 il parco veicoli STP era così composto:
- 84 autobus urbani
- 131 autobus extraurbani
- 3 da noleggio
- 25 scuolabus
- 2 autobus storici
- 2 motobarche
- 1 sightseeing

## Il personale
- 3 dirigenti
- 32 amministrativi
- 257 esercizio movimento
- 30 tecnico manutenzione
- 12 ausiliari della mobilità impiegati sul servizio scuolabus

## Dati tecnici
| Linee                               | 18                |
| Lunghezza esercizio                 | 2.151.932 km/anno |
| Lunghezza media linee               | 14,891 km         |
| Corse annue                         | 144.511           |
| Corse giornaliere (per. scolastico) | 431               |
| Velocità media commerciale          | 18,665 km/h       |
| Fermate                             | 315               |
| Distanza media tra le fermate       | 250               |
| Autobus utilizzati                  | 58                |